# Невагомість

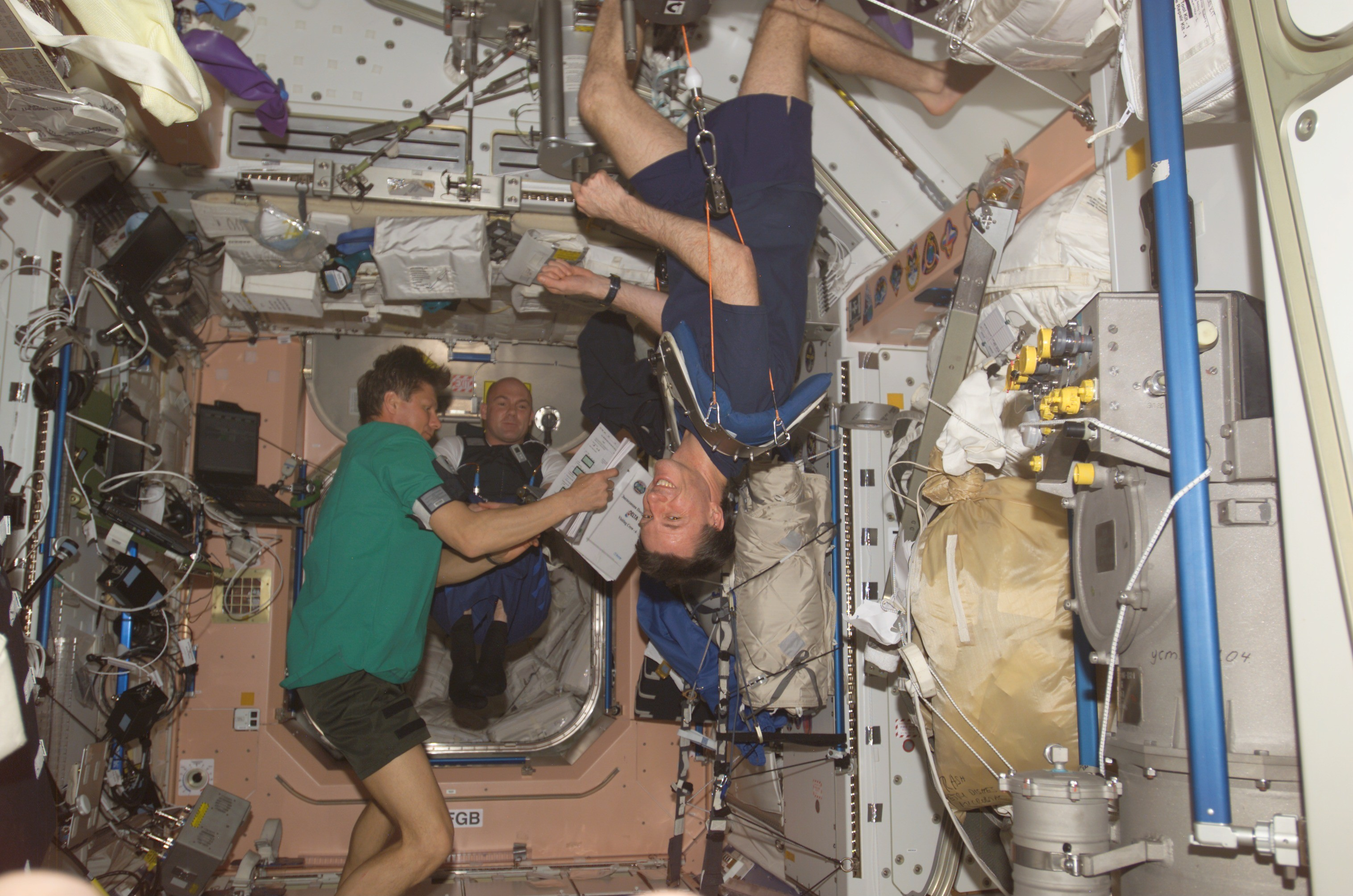
Астронавти на Міжнародній космічній станції

Невагомість (англ. weightlessness) — стан тіла, при якому відсутня внутрішня напруга, зумовлена силою тяжіння. Хоча термін нульова гравітація часто використовується як синонім, невагомість на орбіті не є результатом відсутності сили тяжіння чи навіть її значного зменшення (фактично, сила тяжіння Землі на висоті 100 км тільки на 3 % менша, ніж на поверхні).
Причина невагомості полягає в тому, що сила тяжіння надає тілу та його опорі однакове прискорення. Цей висновок істинний для всіх тіл, які рухаються тільки під дією сили тяжіння, тобто перебувають у вільному падінні.

## Вплив невагомості на здоров'я людини
Після появи космічних станцій, на яких люди можуть жити протягом довгих проміжків часу, було продемонстровано, що перебування у невагомості має деякі шкідливі наслідки на здоров'я людини. Хоча люди добре адаптуються до фізичних умов на поверхні Землі, але після тривалого періоду перебування у невагомості різні фізіологічні системи починають змінюватися і атрофуватися. Ці зміни є зазвичай тимчасовими, але вони можуть призвести до серйозніших хвороб.
Під час перших годин у стані невагомості приблизно 45 % усіх людей зазнають симптомів синдрому космічної адаптації (СКА), відомого також як космічна хвороба. До ознак космічної хвороби належать нудота і блювота, запаморочення, головний біль, летаргія або повне нездужання. Перший випадок СКА був повідомлений космонавтом Германом Титовим 1961 року. Тривалість космічної хвороби змінюється, але не було зафіксовано випадків, коли вона тривала більше 72 годин.
Найзначніший негативний вплив від довгострокової невагомості — м'язова атрофія та погіршення кістяка. Ці ефекти можливо мінімізувати шляхом здійснення спеціальних вправ. Іншими істотними наслідками є перерозподіл рідин у тілі, уповільнення серцево-судинної системи, зменшення виробництва еритроцитів, порушення рівноваги та ослаблення імунної системи. Менш небезпечними наслідками, що зникають після повернення на Землю, є втрата маси тіла, носова гіперемія, порушення сну, надлишкове скупчення газів у кишечнику та набряклість обличчя.
Багато які з ускладнень, викликаних невагомістю, схожі на ознаки старіння. Вчені вважають, що дослідження згубного впливу невагомості може мати користь для медицини, наприклад, можливе лікування остеопорозу та покращене медичне піклування про старих людей, прикутих до ліжка.

### Ефекти на нелюдських організмах
Російські вчені спостерігали відмінності між тарганами, народженими у космосі, та їхніми земними родичами. Вирощені у космосі таргани росли швидше і також були більшими та сильнішими.
Яйця домашньої птиці, які були запліднені у мікрогравітації, дуже рідко розвивалися належним чином.